# Schleberoda
Schleberoda is een stadsdeel van de gemeente Freyburg (Unstrut) in de Duitse deelstaat Saksen-Anhalt. Het dorp ligt tussen Halle (Saale) en Weimar. Op 1 juli 2009 verloor de tot dan toe zelfstandige gemeente Schleberoda haar zelfstandigheid en ging op in Freyburg (Unstrut).

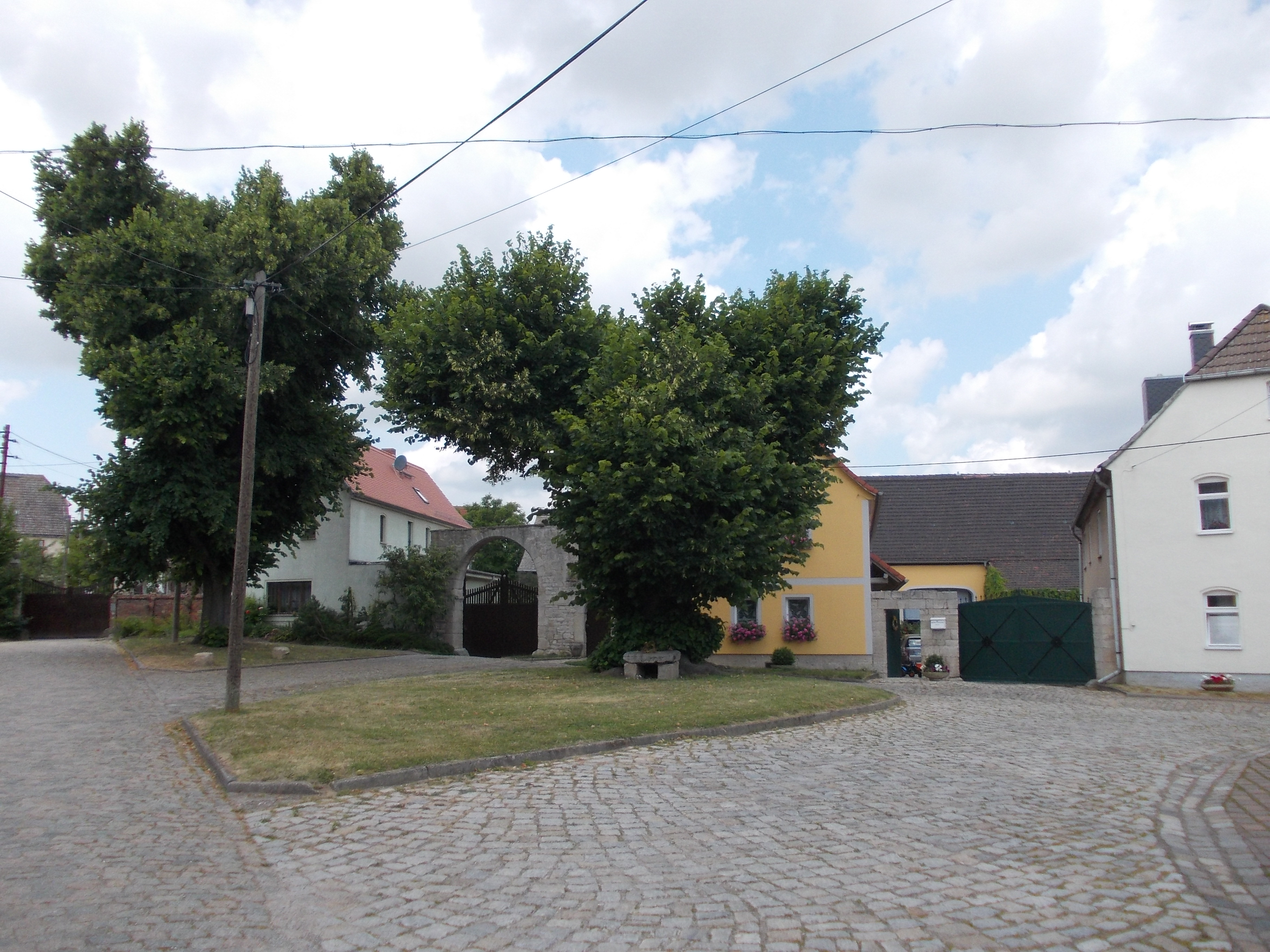
Schleberoda
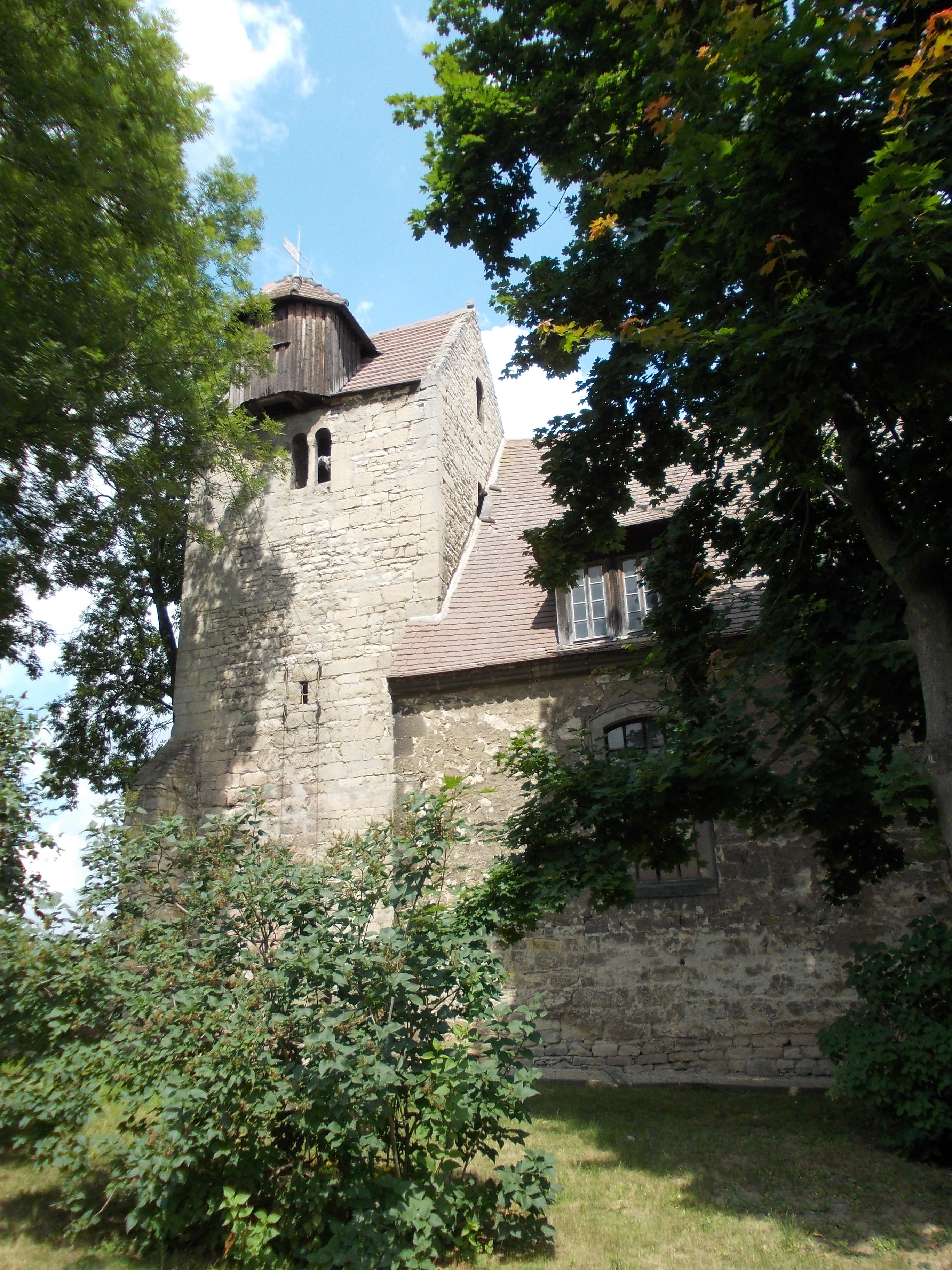
Kerk in Schleberoda